# تشمة كبود (مقاطعة دلفان)
تشمة كبود (بالفارسية: چشمه کبود شمالی) هي مستوطنة تقع في قسم ميربغ الشمالي الريفي (مقاطعة دلفان) في إيران. يقدر عدد سكانها بـ 98 نسمة .